# Liste der Stolpersteine in Hamburg-Ottensen
Die Liste der Stolpersteine in Hamburg-Ottensen enthält alle Stolpersteine, die im Rahmen des gleichnamigen Kunst-Projekts von Gunter Demnig in Hamburg-Ottensen verlegt wurden. Mit ihnen soll Opfern des Nationalsozialismus gedacht werden, die in Hamburg-Ottensen lebten und wirkten.
Diese Seite ist Teil der Liste der Stolpersteine in Hamburg, da diese mit insgesamt 7202 (Stand: Juni 2025) Steinen zu groß würde und deshalb je Stadtteil, in dem Steine verlegt wurden, eine eigene Seite angelegt wurde.
| Adresse                                  | Person(en)                           | Inschrift | Bilder                                | Anmerkung |
| ---------------------------------------- | ------------------------------------ | --- | ------------------------------------- | --- |
| Am Felde 2 ·                             | Hermann Franck                       | Hier wohnte Hermann Franck Jg. 1875 deportiert 1942 Theresienstadt ermordet 10.1.1943                                                                              | Stolperstein für Hermann Franck       | Eintrag auf stolpersteine-hamburg.de |
| Am Felde 26 ·                            | Wilhelmine Möller geb. Frentz        | Hier wohnte Wilhelmine Möller geb. Frentz Jg. 1866 eingewiesen 1943 Alsterdorfer Anstalten 'verlegt' 16.8.1943 Heilanstalt Am Steinhof ermordet 29.9.1944          |                                       | Eintrag auf stolpersteine-hamburg.de |
| Arnoldstraße 13 ·                        | Maximilian Weber                     | Hier wohnte Maximilian Weber Jg. 1893 verhaftet 1937/41 Neuengamme ertrunken 3.5.1945 Cap Arcona                                                                   |                                       | Eintrag auf stolpersteine-hamburg.de |
| Arnoldstraße 21 ·                        | Johann Max Land                      | Hier wohnte Johann Max Land Jg. 1866 Freitod 1.3.1942 |                                       | Eintrag auf stolpersteine-hamburg.de |
| Arnoldstraße 68 ·                        | Josef Cohn                           | Hier wohnte Josef Cohn Jg. 1870 deportiert 1943 Theresienstadt ermordet 18.1.1944                                                                                  |                                       | Eintrag auf stolpersteine-hamburg.de |
| Arnoldstraße 77 ·                        | Leopold Wolff                        | Hier wohnte Leopold Wolff Jg. 1858 deportiert 1942 Theresienstadt ermordet 5.8.1942                                                                                |                                       | Eintrag auf stolpersteine-hamburg.de |
| Bahrenfelder Straße 61 ·                 | Hermann Goldstein                    | Hier wohnte Hermann Goldstein Jg. 1907 verhaftet 27.10.1944 Gefängnis Mönchengladbach 1945 KZ Buchenwald KZ Dachau ermordet 4.5.1945                               |                                       | Eintrag auf stolpersteine-hamburg.de (vorheriger Stein bei Nr. 63)                                                                                           |
| Bahrenfelder Straße 61 ·                 | Paul Goldstein                       | Hier wohnte Paul Goldstein Jg. 1907 verhaftet 8.1.1943 Gefängnis Fuhlsbüttel Auschwitz KZ Mauthausen befreit                                                       |                                       | Eintrag auf stolpersteine-hamburg.de (vorheriger Stein bei Nr. 63)                                                                                           |
| Bahrenfelder Straße 86 ·                 | Baruch Josef Jacobi                  | Hier wohnte Baruch Josef Jacobi Jg. 1927 'Polenaktion' 1938 Bentschen/Zbaszyn ermordet im besetzten Polen                                                          |                                       | Eintrag auf stolpersteine-hamburg.de |
| Bahrenfelder Straße 86 ·                 | Gisela Jacobi geb. Schrauenfeld      | Hier wohnte Gisela Jacobi geb. Schrauenfeld Jg. 1893 'Polenaktion' 1938 Bentschen/Zbaszyn ermordet im besetzten Polen                                              |                                       | Eintrag auf stolpersteine-hamburg.de |
| Bahrenfelder Straße 86 ·                 | Isaak Jacobi                         | Hier wohnte Isaak Jacobi Jg. 1924 'Polenaktion' 1938 Bentschen/Zbaszyn ermordet im besetzten Polen                                                                 |                                       | Eintrag auf stolpersteine-hamburg.de |
| Bahrenfelder Straße 86 ·                 | Samuel Jacobi                        | Hier wohnte Samuel Jacobi Jg. 1891 'Polenaktion' 1938 Bentschen/Zbaszyn ermordet im besetzten Polen                                                                |                                       | Eintrag auf stolpersteine-hamburg.de |
| Bahrenfelder Straße 86 ·                 | Victor Jacobi                        | Hier wohnte Victor Jacobi Jg. 1934 'Polenaktion' 1938 Bentschen/Zbaszyn ermordet im besetzten Polen                                                                |                                       | Eintrag auf stolpersteine-hamburg.de |
| Bahrenfelder Straße 86 ·                 | Wolf Willi Jacobi                    | Hier wohnte Wolf Willi Jacobi Jg. 1920 'Polenaktion' 1938 Bentschen/Zbaszyn ermordet im besetzten Polen                                                            |                                       | Eintrag auf stolpersteine-hamburg.de |
| Bahrenfelder Straße 128 ·                | Alfred Alward                        | Hier wohnte Alfred Alward Jg. 1885 mehrmals verhaftet 1942 Neuengamme ermordet 15.12.1942                                                                          |                                       | Eintrag auf stolpersteine-hamburg.de |
| Bahrenfelder Straße 170 ·                | Otto Schneider                       | Hier wohnte Otto Schneider Jg. 1903 verhaftet 1938 KZ Fuhlsbüttel 1944 KZ Neuengamme ermordet 13.2.1945                                                            |                                       | Eintrag auf stolpersteine-hamburg.de |
| Bahrenfelder Straße 205 ·                | Kurt Beusse                          | Hier wohnte Kurt Beusse Jg. 1920 verhaftet enthauptet 13.9.1943 Zuchthaus Brandenburg Görden                                                                       |                                       | Eintrag auf stolpersteine-hamburg.de |
| Barnerstraße 2 ·                         | Helmut Bossemeyer                    | Hier wohnte Helmut Bossemeyer Jg. 1910 im Widerstand/SPD verhaftet 15.11.1934 KZ Fuhlsbüttel 1937 Zuchthaus Rendsburg entlassen 26.2.1937                          |                                       | Eintrag auf stolpersteine-hamburg.de |
| Barnerstraße 3 ·                         | Rudolf Aschberg                      | Hier wohnte Rudolf Aschberg Jg. 1903 im Widerstand/KPD verhaftet 26.1.1934 'Hochverrat' KZ Fuhlsbüttel KZ Neuengamme 1944 Sondereinheit Dirlewanger tot April 1945 |                                       | Eintrag auf stolpersteine-hamburg.de |
| Behringstraße 12 ·                       | Rifka Zuckermann geb. Rosenstock     | Hier wohnte Rifka Zuckermann geb. Rosenstock Jg. 1879 gedemütigt/entrechtet Flucht in den Tod 13. Juni 1937                                                        |                                       | Eintrag auf stolpersteine-hamburg.de |
| Behringstraße 96 ·                       | Elsa Friede geb. Perlmann            | Hier wohnte Elsa Friede geb. Perlmann Jg. 1875 deportiert 1942 Theresienstadt ermordet 10.7.1944                                                                   |                                       | Eintrag auf stolpersteine-hamburg.de |
| Bernadottestraße 3 ·                     | Bernhard Koppel                      | Hier wohnte Bernhard Koppel Jg. 1884 deportiert 1941 Minsk ermordet                                                                                                |                                       | Eintrag auf stolpersteine-hamburg.de |
| Bernadottestraße 3 ·                     | Julie Koppel geb. Neuwahl            | Hier wohnte Julie Koppel geb. Neuwahl Jg. 1883 deportiert 1941 Minsk ermordet                                                                                      |                                       | Eintrag auf stolpersteine-hamburg.de |
| Donnerstraße 27 ·                        | Christian Röhrs                      | Hier wohnte Christian Röhrs Jg. 1901 im Widerstand/KPD verhaftet 16.7.1934 Gefängnis Fuhlsbüttel 1937 Sachsenhausen ermordet 24.1.1940                             |                                       | Eintrag auf stolpersteine-hamburg.de |
| Eulenstraße 72 ·                         | Caroline Mayer geb. Lazarus          | Hier wohnte Caroline Mayer geb. Lazarus Jg. 1872 deportiert 1941 Ghetto Minsk ermordet                                                                             |                                       | Eintrag auf stolpersteine-hamburg.de |
| Eulenstraße 72 ·                         | Hermine Mayer                        | Hier wohnte Hermine Mayer Jg. 1914 deportiert 1941 Ghetto Minsk ermordet                                                                                           |                                       | Eintrag auf stolpersteine-hamburg.de |
| Eulenstraße 72 ·                         | Ruth Mayer                           | Hier wohnte Ruth Mayer Jg. 1907 deportiert 1941 Ghetto Minsk ermordet                                                                                              |                                       | Eintrag auf stolpersteine-hamburg.de |
| Friedensallee 94 ·                       | Wilhelm Witzel                       | Hier wohnte Wilhelm Witzel Jg. 1895 verhaftet 20.11.1943 U-Haft Hamburg hingerichtet 28.3.1944 Holstenglacis                                                       |                                       | Eintrag auf stolpersteine-hamburg.de |
| Friedensallee 128 ·                      | Zusatzstein Zwangsarbeit             | Zwangsarbeit 1943 bei Noleiko Bahrenfeld/Winsberg wegen Steiks ermordet 15.11.1943                                                                                 |                                       | |
| Friedensallee 128 ·                      | Anna Arapova                         | Hier arbeitete Anna Arapova Jg. 1916 Sowjetunion |                                       | Eintrag auf stolpersteine-hamburg.de |
| Friedensallee 128 ·                      | Antonina Kozlova                     | Hier arbeitete Antonina Kozlova Jg. 1921 Sowjetunion |                                       | Eintrag auf stolpersteine-hamburg.de |
| Friedensallee 128 ·                      | Sofija Minaeva                       | Hier arbeitete Sofija Minaeva Jg. 1920 Sowjetunion |                                       | Eintrag auf stolpersteine-hamburg.de |
| Friedensallee 128 ·                      | Marija Perminova                     | Hier arbeitete Marija Perminova Jg. 1919 Sowjetunion |                                       | Eintrag auf stolpersteine-hamburg.de |
| Friedensallee 128 ·                      | Taissija Smirnova                    | Hier arbeitete Taissija Smirnova Jg. 1923 Sowjetunion |                                       | Eintrag auf stolpersteine-hamburg.de |
| Friedensallee 128 ·                      | Galina Tkachenko                     | Hier arbeitete Galina Tkachenko Jg. 1921 Sowjetunion ermordet Feb. 1943                                                                                            |                                       | Eintrag auf stolpersteine-hamburg.de |
| Friedensallee 260 ·                      | Ida Langmann                         | Hier wohnte Ida Langmann Jg. 1912 eingewiesen 1921 Alsterdorfer Anstalten 'verlegt' 16.8.1943 Heilanstalt Am Steinhof/Wien tot 28.6.1945                           |                                       | Eintrag auf stolpersteine-hamburg.de |
| Friedensallee 269 ·                      | Günther Brann                        | Hier wohnte Dr. Günther Brann Jg. 1892 Flucht 1936 Italien 1938 Holland interniert Westerbork deportiert 1944 Auschwitz ermordet 18.10.1944                        |                                       | Eintrag auf stolpersteine-hamburg.de (vorheriger Stein) Ein weiterer Stolperstein – mit abweichenden Lebensdaten – befindet sich in Hamburg-Altona-Altstadt. |
| Große Brunnenstraße 8 ·                  | Emma Hülsz geb. Stock                | Hier wohnte Emma Hülsz geb. Stock Jg. 1883 gedemütigt/entrechtet Flucht in den Tod 30.12.1940                                                                      |                                       | Eintrag auf stolpersteine-hamburg.de |
| Große Brunnenstraße 53 ·                 | Arthur Schulze                       | Hier wohnte Arthur Schulze Jg. 1897 im Widerstand/SPD verhaftet 1945 KZ Fuhlsbüttel Lager Kiel-Hassee befreit tot 28.5.1945                                        |                                       | Eintrag auf stolpersteine-hamburg.de |
| Große Rainstraße 87 ·                    | Detlef Davids                        | Hier wohnte Detlef Davids Jg. 1935 eingewiesen 1942 Alsterdorfer Anstalten 'verlegt' 10.8.1943 Heilanstalt Mainkofen ermordet 27.5.1944                            |                                       | Eintrag auf stolpersteine-hamburg.de |
| Hohenzollernring 8 ·                     | Alfred Gutmann                       | Hier wohnte Alfred Gutmann Jg. 1866 verhaftet 1942 KZ Fuhlsbüttel deportiert 1942 Theresienstadt ermordet 1942 Treblinka                                           |                                       | Eintrag auf stolpersteine-hamburg.de |
| Hohenzollernring 34 ·                    | Curt Ledien                          | Hier wohnte Dr. Curt Ledien Jg. 1893 Weisse Rose gehenkt am 23.4.1945 im KZ Neuengamme                                                                             |                                       | Eintrag auf stolpersteine-hamburg.de Ein weiterer Stolperstein befindet sich in Hamburg-Neustadt.                                                            |
| Hohenzollernring 89 ·                    | Karin Horwitz                        | Hier wohnte Karin Horwitz Jg. 1937 deportiert 1941 Riga ermordet                                                                                                   |                                       | Eintrag auf stolpersteine-hamburg.de |
| Hohenzollernring 89 ·                    | Lieselotte Horwitz geb. Leser        | Hier wohnte Lieselotte Horwitz geb. Leser Jg. 1914 deportiert 1941 Riga ermordet                                                                                   |                                       | Eintrag auf stolpersteine-hamburg.de |
| Hohenzollernring 89 ·                    | Rolf Horwitz                         | Hier wohnte Rolf Horwitz Jg. 1928 deportiert 1941 Riga ermordet |                                       | Eintrag auf stolpersteine-hamburg.de |
| Hohenzollernring 89 ·                    | Siegfried Horwitz                    | Hier wohnte Siegfried Horwitz Jg. 1894 deportiert 1941 Riga ermordet                                                                                               |                                       | Eintrag auf stolpersteine-hamburg.de |
| Hohenzollernring 101 ·                   | Alfred Rheinheimer                   | Hier wohnte Alfred Rheinheimer Jg. 1884 'Schutzhaft' 1938 Sachsenhausen deportiert Auschwitz ermordet 16.8.1944                                                    |                                       | Eintrag auf stolpersteine-hamburg.de |
| ggü. Holstentwiete 23 ·                  | Kurt Walter Lohmann                  | Hier wohnte Kurt Walter Lohmann Jg. 1930 eingewiesen 1937 Alsterdorfer Anstalten 'verlegt' 10.8.1943 Heilanstalt Mainkofen ermordet 14.2.1945                      |                                       | Eintrag auf stolpersteine-hamburg.de |
| Karl-Theodor-Straße 5 ·                  | Christoph Bever                      | Hier wohnte Christoph Bever Jg. 1860 verhaftet 1937 eingewiesen 1941 'Heil- und Pflegeanstalt' Langenhorn ermordet 29.4.1943                                       | Stolperstein für Christoph Bever      | Eintrag auf stolpersteine-hamburg.de |
| Klopstockplatz 9 ·                       | Alwin Peters                         | Hier wohnte Alwin Peters Jg. 1892 verhaftet 1941 Flucht in den Tod 23.6.1941                                                                                       | Stolperstein für Alwin Peters         | Eintrag auf stolpersteine-hamburg.de |
| Klopstockstraße 23 ·                     | Betty Levi geb. Lindenberger         | Hier wohnte Betty Levi geb. Lindenberger Jg. 1882 deportiert 1942 Auschwitz ???                                                                                    | Stolperstein für Betty Levi           | Eintrag auf stolpersteine-hamburg.de |
| Klopstockterrasse 4 ·                    | Carl Arthur Jaffé                    | Hier wohnte Carl Arthur Jaffé Jg. 1915 deportiert 1941 Łodz ermordet 1.3.1942                                                                                      | Stolperstein für Carl Arthur Jaffé    | Eintrag auf stolpersteine-hamburg.de |
| Klopstockterrasse 4 ·                    | Paul Friedrich Jaffé                 | Hier wohnte Paul Friedrich Jaffé Jg. 1911 deportiert 1941 Łodz 1942 Chelmno ermordet                                                                               | Stolperstein für Paul Friedrich Jaffé | Eintrag auf stolpersteine-hamburg.de |
| Klopstockterrasse 4 ·                    | Paula Jaffé                          | Hier wohnte Paula Jaffé Jg. 1884 deportiert 1941 Łodz ermordet | Stolperstein für Paula Jaffé          | Eintrag auf stolpersteine-hamburg.de |
| Lobuschstraße 32 ·                       | Hertha Peters                        | Hier wohnte Hertha Peters Jg. 1901 eingewiesen 1928 Alsterdorfer Anstalten 'verlegt' 16.8.1943 Am Steinhof Wien ermordet 2.11.1943                                 |                                       | Eintrag auf stolpersteine-hamburg.de |
| Museumstraße 31 ·                        | Josef Lukacs                         | Hier wohnte Josef Lukacs Jg. 1868 gedemütigt/entrechtet Flucht in den Tod 24.9.1942                                                                                |                                       | Eintrag auf stolpersteine-hamburg.de |
| Museumstraße 33 (eh. Lobuschstraße 55) · | Ernst Dehle                          | Hier wohnte Ernst Dehle Jg. 1878 verhaftet 1939 KZ Fuhlsbüttel Flucht in den Tod 12.3.1939                                                                         |                                       | Eintrag auf stolpersteine-hamburg.de |
| Nernstweg 10 ·                           | Richard Rosin                        | Hier wohnte Richard Rosin Jg. 1888 verhaftet KZ Fuhlsbüttel misshandelt tot 7.1.1936                                                                               |                                       | Eintrag auf stolpersteine-hamburg.de |
| Nernstweg 14 ·                           | Karl Heinz Völzke                    | Hier wohnte Karl Völzke Jg. 1901 verhaftet 11.1.1940 KZ Fuhlsbüttel Gefängnis Glasmoor 1941 KZ Wewelsburg ermordet 9.12.1941                                       |                                       | Eintrag auf stolpersteine-hamburg.de |
| Neumühlen 40 ·                           | Gretchen Susmann                     | Hier wohnte Gretchen Susmann Jg. 1885 deportiert 1941 Riga tot in Dünamünde                                                                                        |                                       | Eintrag auf stolpersteine-hamburg.de |
| Planckstraße 16 ·                        | Rosa Kallohn geb. Wolff              | Hier wohnte Rosa Kallohn geb. Wolff gesch. Kothe Jg. 1874 versteckt überlebt                                                                                       |                                       | Eintrag auf stolpersteine-hamburg.de |
| Röhrigstraße 40 ·                        | Juliane A. C. Bendrat geb. Brinkmann | Hier wohnte Juliane A. C. Bendrat geb. Brinkmann Jg. 1882 Heilanstalt Langenhorn verlegt 14.7.1943 Heilanstalt Hadamar ermordet 12.6.1944                          |                                       | Eintrag auf stolpersteine-hamburg.de |
| Susettestraße 5 ·                        | Siegfried Mengers                    | Hier wohnte Dr. Siegfried Mengers Jg. 1875 gedemütigt/entrechtet Flucht in den Tod 11.6.1933                                                                       |                                       | Eintrag auf stolpersteine-hamburg.de |
| Susettestraße 5 ·                        | Elsa Lina Mengers geb. Mink          | Hier wohnte Elsa Lina Mengers geb. Mink Jg. 1881 gedemütigt/entrechtet Flucht in den Tod 11.6.1933                                                                 |                                       | Eintrag auf stolpersteine-hamburg.de |
| Tönsfeldtstraße 7 ·                      | Margarethe von Zerssen               | Hier wohnte Margarethe von Zerssen Jg. 1897 eingewiesen 1925 Alsterdorfer Anstalten 'verlegt' 16.8.1943 Am Steinhof/Wien ermordet 4.5.1945                         |                                       | Eintrag auf stolpersteine-hamburg.de |
| Völckersstraße 27 ·                      | Friedrich Gustaf Kallohn             | Hier wohnte Friedrich Gustaf Kallohn Jg. 1897 verhaftet 16.2.1934 KZ Fuhlsbüttel 1938 Esterwegen Gefängnis Oslebshausen deportiert Majdanek ermordet 21.3.1944     |                                       | Eintrag auf stolpersteine-hamburg.de |